# 吹田市立東山田小学校
吹田市立東山田小学校（すいたしりつ ひがしやまだ しょうがっこう）は、大阪府吹田市にある公立小学校。
万博記念公園東側の丘陵地に立地し、茨木市との境界付近の住宅地を校区としている。
地域が住宅地として開発されたことに伴う吹田市立山田第二小学校の児童数増加のため、1981年に同校から分離する形で現在地に開校した。

## 沿革
- 1981年4月1日 - 吹田市立東山田小学校として現在地に開校。
- 1981年7月7日 - 校章制定
- 1981年11月14日 - 開校記念式典を実施。
- 1982年3月18日 - 校歌制定
- 1985年8月6日 - 中華人民共和国上海市虹口区第三中心小学校と姉妹校協定を締結。
- 1994年12月25日 - コンピュータ室完成。
- 2010年 - 30周年記念

## 通学区域
- 吹田市 新芦屋上、新芦屋下、青葉丘北、青葉丘南、清水。

卒業生は基本的に吹田市立千里丘中学校に進学する。

## 交通
- 大阪モノレール 宇野辺駅 南西へ約800m。
- 阪急バス 吹田東高校前バス停。
- 東海道本線（JR京都線） 千里丘駅北へ約2km。
- 東海道本線（JR京都線） 茨木駅 南西へ約2.1km。